# Balașivka, Cernihivka
Balașivka (în ucraineană Балашівка, în germană Gnadenheim) este un sat în comuna Șîrokîi Iar din raionul Cernihivka, regiunea Zaporijjea, Ucraina. Satul a fost locuit de germanii pontici.   

## Demografie
Componența lingvistică a localității Balașivka
     Ucraineană (70,77%)
     Rusă (29,23%)
Conform recensământului din 2001, majoritatea populației localității Balașivka era vorbitoare de ucraineană (70,77%), existând în minoritate și vorbitori de rusă (29,23%).